# 490-es évek
Évszázadok: 4. század – 5. század – 6. század
Évtizedek: 440-es évek – 450-es évek – 460-as évek – 470-es évek – 480-as évek – 490-es évek – 500-as évek – 510-es évek – 520-as évek – 530-as évek – 540-es évek
Évek: 490 491 492 493 494 495 496 497 498 499

## Híres személyek
- Szent Patrik halála